# Яковлев, Николай Михайлович (1761)
Николай Михайлович Яковлев (6 [17] декабря 1761 — 29 марта [10 апреля] 1813) — российский владелец заводов, внук С. Я. Яковлева; надворный советник.

## Биография
Родился 6 (17) декабря 1761 года в семье Михаила Саввича Яковлева.
Был награждён орденом Св. Анны 2-й степени.
Умер 29 марта (10 апреля) 1813 года. Похоронен на Лазаревском кладбище Александро-Невской лавры.
Жена, Дарья Семёновна, происходила из княжеского рода Баратовых. У них было пятеро детей. Одна из дочерей, Мария, была замужем за генерал-майором Е. А. Бистромом.

## Галерея

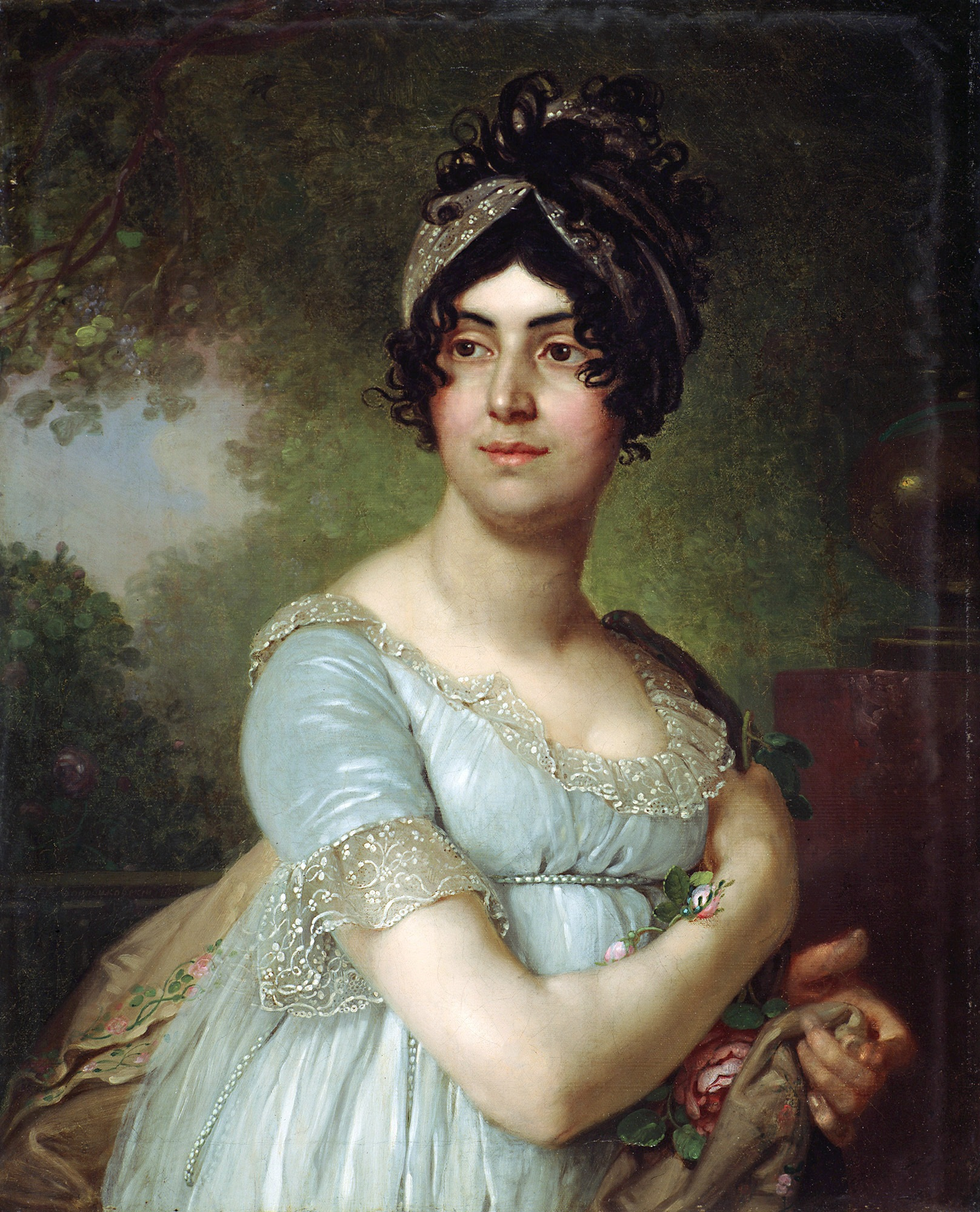
Дарья Семёновна, парный портрет
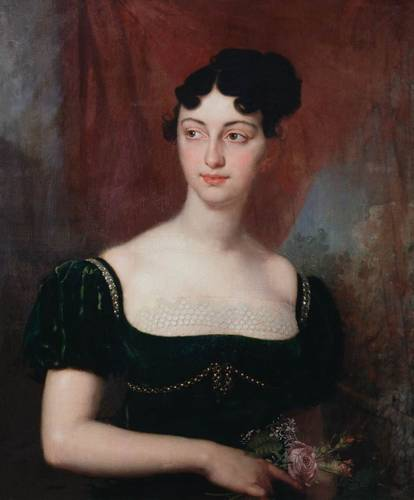
Мария Николаевна